# Escalmels
Der Escalmels (frz.: Ruisseau d’Escalmels) ist ein Fluss in Frankreich, der in den Regionen Auvergne-Rhône-Alpes und Okzitanien verläuft. Er entspringt unter dem Namen Ruisseau d’Ayguesparses beim gleichnamigen Weiler Ayguesparses im Gemeindegebiet von Saint-Saury, entwässert generell Richtung Nord bis Nordwest und mündet nach rund 25 Kilometern an der Gemeindegrenze von Comiac und Lamativie in der Schlucht Gorges de la Cère als rechter Nebenfluss in die Cère. Auf seinem Weg durchquert der Escamels die Départements Cantal und Lot und stößt bei seiner Mündung an das Département Corrèze.

## Orte am Fluss
(Reihenfolge in Fließrichtung)
- Ayguesparses, Gemeinde Saint-Saury
- Escalmels, Gemeinde Saint-Saury
- Le Pont de Rhodes, Gemeinde Siran
- Lamativie